# Westphalia (Kansas)
Westphalia ist ein Ort im US-Bundesstaat Kansas im Anderson County. Das U.S. Census Bureau hat bei der Volkszählung 2020 eine Einwohnerzahl von 128 ermittelt.
Im Jahr 2000 hatte Westphalia 165 Einwohner in 66 Haushalten und 39 Familien. Westphalia hat eine Fläche von 0,5 km² und eine Bevölkerungsdichte von 318,5 Einwohnern/km².

## Lage
Der Ort liegt östlich von Topeka, unweit der Grenze zu Missouri.

## Geschichte
Westphalia wurde 1879 gegründet. Im selben Jahr wurde auch das Postamt eröffnet. 1880 erwarben zwei Deutsche Siedler aus Westphalia (Iowa) 320 Acre Land und errichteten einige Gebäude. 1881 erhielt der Ort seinen Namen. Die erste katholische Kirche wurde ebenfalls 1881 eingeweiht. Die katholische Schule eröffnete 1883. 1899 brannte der Ort vollkommen nieder und wurde 1900 wieder aufgebaut.

## Persönlichkeiten
- Ennis Whitehead (1895–1964), Generalleutnant der US Air Force